# Bệnh Lê dương
Bệnh Legionnaire hay bệnh Legionellosis (tiếng Anh: Legionnaires' disease) là bệnh nhiễm trùng phổi (viêm phổi) do vi khuẩn thuộc họ Legionella gây ra. Trên lâm sàng, bệnh Legionnaire có nhiều thể khác nhau, thể bệnh nhẹ hơn gọi là sốt Pontiac.
Vi khuẩn Legionella pneumophila được phát hiện lần đầu tiên vào năm 1977, sau sự kiện bùng dịch viêm phổi ở trung tâm hội nghị tại bang Pennsylvania, Hoa Kỳ vào một năm trước đó.
Vi khuẩn Legionella pneumophila được tìm thấy tự nhiên trong nguồn nước ngọt như hồ, sông, suối... Chúng có thể làm ô nhiễm các bể nước nóng, bồn tắm nước nóng, bồn phun nước công cộng, hệ thống đun nước, và tháp giải nhiệt. Nó thường lây lan do hít giọt bắn, hơi nước, hoặc khí dung (sol khí), có chứa vi khuẩn. Chúng thường không lây lan qua tiếp xúc trực tiếp giữa người.
Thời gian ủ bệnh Legionnaire là từ 2 đến 10 ngày (có thể lên tới 16 ngày như ghi nhận trong một số ca bùng dịch). Trong số các ca nhiễm bệnh được ghi nhận, 75-80% là người trên 50 tuổi và 60-70% là nam giới. Các yếu tố nguy cơ nhiễm trùng bao gồm tuổi cao, tiền sử hút thuốc lá, bệnh phổi mãn tính, và chức năng miễn dịch kém. Người ta khuyến cáo rằng những người có viêm phổi nặng và những người có tiền sử bệnh viêm phổi nên đi xét nghiệm bệnh. Chẩn đoán bằng một xét nghiệm kháng nguyên và đờm nuôi cấy tiết niệu.
Không có vắc xin phòng ngừa bệnh. Phòng chống phụ thuộc vào quản lý và bảo trì tốt hệ thống sử dụng nước. Bệnh Legionnaire thường được điều trị bằng kháng sinh.
Số trường hợp xảy ra trên toàn cầu không rõ. Người ta ước tính rằng bệnh Legionnaire là nguyên nhân gây ra giữa hai và chín phần trăm các trường hợp viêm phổi xảy ra trong cộng đồng. Ước tính có khoảng 8.000 đến 18.000 trường hợp mỗi năm tại Hoa Kỳ phải nhập viện. Bùng phát bệnh thành dịch được ghi nhận cho một số ít trường hợp. Trong khi nó có thể xảy ra bất kỳ thời gian của năm đó là phổ biến hơn trong mùa hè và mùa thu.

## Nguyên nhân

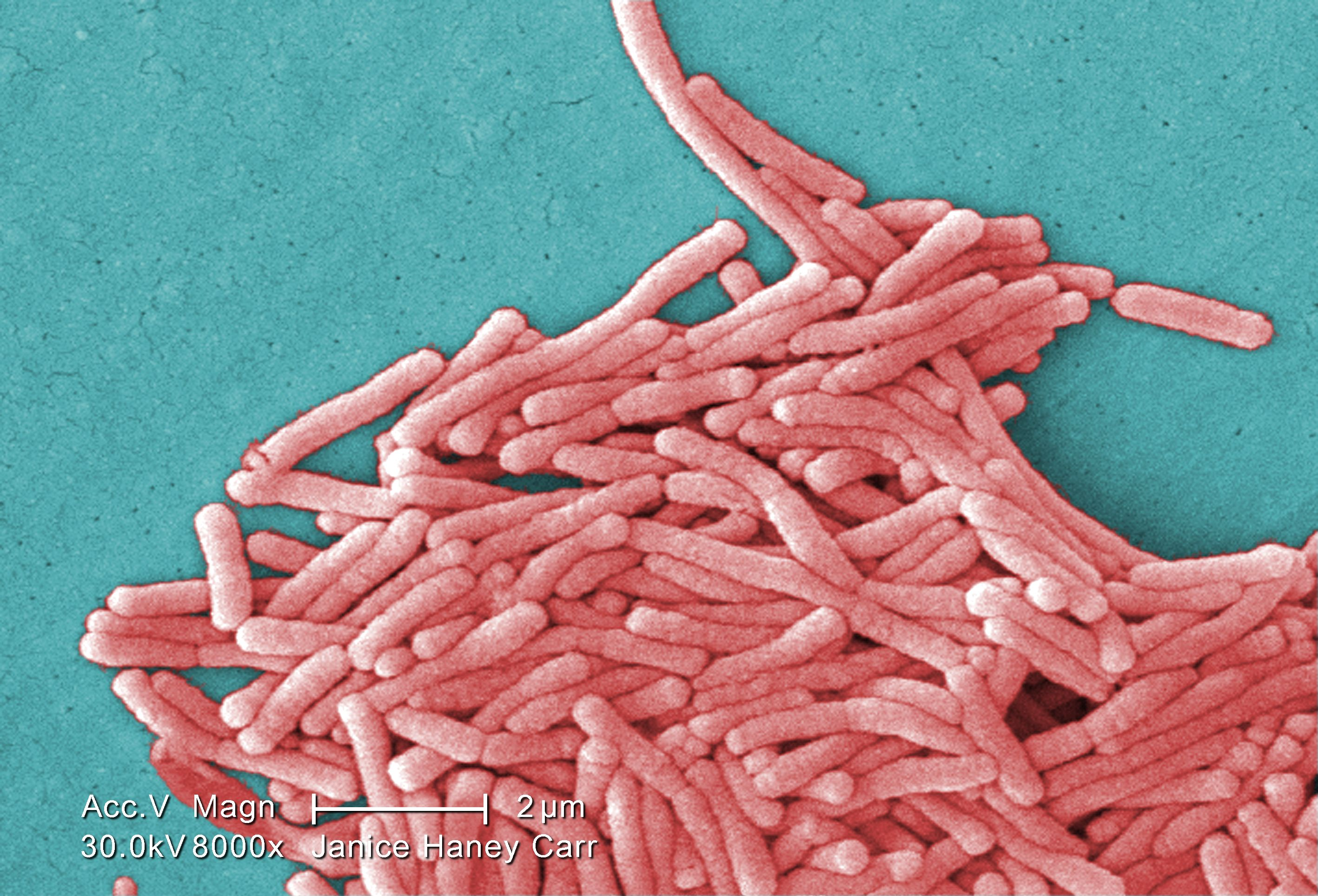
Bản chụp hiển vi điện tử quét (SEM) phóng to 8000 lần cho thấy nhóm vi khuẩn gram-âm Legionella pneumophila

Vi khuẩn Legionella pneumophila được tìm thấy tự nhiên trong nguồn nước ngọt như hồ, sông, suối...  Vi khuẩn Legionella pneumophila thường sinh sôi nhiều trong môi trường nước đọng có nhiệt độ ấm, như trong các hệ thống ống nước sinh hoạt, nước trong tháp giải nhiệt, bình ngưng bay hơi của hệ thống điều hòa không khí lớn và bồn nước nóng. Máy điều hòa không khí ở nhà và trong xe hơi không phải là nguồn lây vi khuẩn Legionella pneumophila.
Vi khuẩn Legionella phát triển mạnh trong môi trường có nhiệt độ từ 30 đến 50 độ C. Ở nhiệt độ dưới 20 độ C và trên 70 độ C, vi khuẩn không thể tồn tại. Vi khuẩn Legionella có thể tồn tại như một ký sinh trong động vật nguyên sinh (protozoa) và trong lớp màng sinh học (biofilm) có trong các hệ thống nước.
Vi khuẩn Legionella được phát hiện lần đầu tiên vào năm 1977, sau sự kiện bùng dịch viêm phổi tại bang Pennsylvania, Hoa Kỳ. Vào tháng 7 năm 1976, Hội Cựu chiến binh Hoa Kỳ (American Legion) tổ chức hội nghị 3 ngày tại thành phố Philadelphia, bang Pennsylvania, để kỷ niệm 200 năm Quốc khánh Hoa Kỳ. Khoảng 5.000 người, đa số là nam giới, tham gia hội nghị này. Chỉ trong vòng vài ngày sau khi hội nghị kết thúc, nhiều người bắt đầu xuất hiện các triệu chứng bệnh như mệt mỏi, đau ngực, khó thở, sốt cao, và trụy tim. Trong tổng số 182 ca nhiễm bệnh, có 29 ca tử vong. Do bệnh này xuất phát từ sự kiện của hội Cựu chiến binh Hoa Kỳ (American Legion), nên được đặt tên là bệnh Legionnaire (Legionnaires' disease).
Thể bệnh nhẹ hơn của Legionnaire là sốt Pontiac. Những ca sốt Pontiac được ghi nhận lần đầu vào năm 1968 ở thành phố Pontiac, Michigan, khi nhiều người đến khám và làm việc tại khoa khám bệnh của thành phố này. Tuy nhiên, phải đến sự kiện bùng dịch ở Philadelphia xảy ra năm 1976, người ta mới biết hai loại bệnh này cùng gây ra bởi một loại vi khuẩn.

## Triệu chứng

Ảnh chụp hiển vi mô tả một mẫu mô phổi từ một bệnh nhân bị viêm phổi nặng do bệnh Legionnaire. Tiêu bản mô phổi này được nhuộm bằng kỹ thuật nhuộm H&E. Legionella pneumophila là vi khuẩn gram âm. Kỹ thuật nhuộm H&E sẽ khiến những vi khuẩn này, nếu có trong mẫu vật, sẽ được nhuộm màu hồng hoặc đỏ.

Triệu chứng lâm sàng của bệnh Legionnaire thay đổi tùy thuộc vào từng thể bệnh. Sốt Pontiac là thể nhẹ của bệnh Legionnaire. Người bị sốt Pontiac không có triệu chứng viêm phổi. Biểu hiện lâm sàng của sốt Pontiac dễ nhầm lẫn với cảm cúm cấp tính do có triệu chứng sốt cao, ớn lạnh, mệt mỏi, đau cơ toàn thân, nhức đầu. Thời gian ủ bệnh trong vòng 48 tiếng. Bệnh thường kéo dài từ 2 đến 5 ngày. Không ghi nhận được trường hợp tử vong khi mắc phải sốt Pontiac.
Bệnh Legionnaire là một thể bệnh nặng hơn, với biểu hiện viêm phổi rõ rệt. Thời gian ủ bệnh Legionnaire là từ 2 đến 10 ngày (có thể lên tới 16 ngày như ghi nhận trong một số ca bùng dịch). Các triệu chứng trong giai đoạn sớm thường bao gồm sốt, mệt mỏi, nhức đầu, chán ăn, rối loạn tiêu hóa. Ở giai đoạn sau, bệnh nhân thường ho, hơn 50% ho kèm đờm, có khi ho ra máu, kèm đau ngực, hụt hơi, tiêu chảy, ói mửa, thậm chí là các thay đổi về tâm thần. Bệnh Legionnaire cần được nhập viện điều trị, nếu không có thể dẫn đến các biến chứng nghiêm trọng bao gồm cả di chứng về não. Bệnh diễn tiến rất nhanh, người bệnh thường tử vong trong bối cảnh viêm suy hô hấp cấp tính do viêm phổi tiến triển, có thể kèm theo sốc và suy đa cơ quan. "Nhịp tim chậm tương đối" (relative bradycardia) cũng có thể xuất hiện, đó là nhịp tim thấp hoặc thấp bình thường mặc dù bệnh nhân vẫn đang sốt.
Các xét nghiệm có thể cho thấy chức năng thận, chức năng gan và các chất điện không bình thường, có thể bao gồm natri thấp trong máu. Chụp X-quang thường cho thấy viêm phổi với củng cố ở phần dưới cùng của cả hai phổi. Rất khó để phân biệt bệnh Legionnaire từ các dạng viêm phổi bằng các triệu chứng hoặc chỉ kết quả X-quang; xét nghiệm khác cần thiết cho chẩn đoán xác định.

## Điều trị
Đối với sốt Pontiac, người bệnh đôi khi không cần nhập viện điều trị cũng như không cần dùng thuốc kháng sinh. Tuy nhiên, bệnh nhân mắc bệnh Legionnaire cần phải được nhập viện điều trị vì nếu không điều trị, bệnh Legionnaire thường nặng hơn trong tuần đầu tiên, với các biến chứng thường gặp nhất của Legionnaire là suy hô hấp, suy thận cấp và suy đa tạng. Phương pháp điều trị chính đối với bệnh Legionnaire là dùng thuốc kháng sinh. Mức độ đáp ứng thay đổi tùy thuộc vào từng bệnh nhân cụ thể, đòi hỏi thời gian để người bệnh hồi phục hoàn toàn. Điều trị càng sớm càng giúp giảm thiểu nguy cơ mắc phải các biến chứng nghiêm trọng của bệnh. Một số loại kháng sinh được xác nhận hiệu quả trong việc điều trị bệnh Legionnaire là clarithromycin, azithromycin, fluoroquinolones, doxycycline, macrolide, tetracycline, ketolide, và quinolone.

## Phòng ngừa
Hiện nay chưa có vắc-xin phòng bệnh Legionnaire. Việc kiểm soát nguy cơ sức khỏe cộng đồng do bệnh Legionnaire gây ra có thể được giải quyết bằng cách thực hiện các biện pháp quản lý hệ thống nước.
Các biện pháp quản lý này bao gồm:
- Duy trì nhiệt độ nước luôn ngoài giới hạn lý tưởng để vi khuẩn Legionella phát triển.
- Tránh có nước tù đọng.
- Đảm bảo vệ sinh thường xuyên và thực hiện qui trình sát khuẩn đầy đủ.
- Đảm bảo thiết bị hoạt động tốt nhằm ngăn ngừa cáu cặn, ăn mòn, màng sinh học vì những yếu tố này là môi trường và nguồn dinh dưỡng để vi khuẩn Legionella phát triển.